# 몬테네그로 1부 리그
몬테네그로 1부 리그 (세르비아어:Prva crnogorska fudbalska liga)는 몬테네그로의 최상위 축구 리그이다. 몬테네그로 축구 협회에 의해 주관되는 이 리그는 총 12개 팀이 참가한다. 리그는 각 팀마다 세번씩 경기를 하는 33라운드로 진행된다. 리그 우승 팀은 UEFA 챔피언스리그 1차예선에 진출하게 되고, 2위, 3위팀과 컵대회 우승 팀은 UEFA 유로파리그 1차예선에 나가게 된다. 하위 두 개 팀은 시즌 종료 후에 몬테네그로 2부 리그로 강등되고 두 팀이 승격하게 된다.
몬테네그로가 유고슬라비아 사회주의 연방에 속해 있을 때의 최고 리그는 유고슬라비아 1부 리그였다. 유고슬라비아 사회주의 연방이 해체되고, 1992년에 유고슬라비아 연방이 설립되면서 2003년까지 세르비아와 몬테네그로의 클럽팀들은 이 리그에서 경기를 해왔다. 2003년에 유고슬라비아 연방이 세르비아 몬테네그로로 국명을 바꾸면서 축구 리그 역시 뒤따라 바뀌게 되었다. 세르비아 몬테네그로 리그는 16개 팀으로 구성되었는데, 몬테네그로 1부 리그는 세르비아 몬테네그로 리그의 2부리그 두 개 중의 하나로서 기능을 하고 있었다. 그러던 중 2006년에 몬테네그로가 세르비아 몬테네그로에서 분리 독립하여 몬테네그로 1부리그가 최고 축구 대회로 변하게 되었다.

## 2008-09 시즌 클럽
- FK 부두츠노스트 포드고리차
- FK 데치치
- FK 그르발리
- FK 제딘스트보 (2007-08시즌 2부리그 플레이오프 승리)
- FK 제제로 (2007-08시즌 2부리그 1위)
- FK 콤
- FK 로브첸
- FK 모그렌
- OFK 페트로바크
- FK 루다르 플레블라
- FK 수체스카 닉시치
- FK 제타

## UEFA 랭킹
2009-10년 유럽 축구 시즌에 참가하는 리그의 UEFA 국가 랭킹에 따른 순위 (이전 연도 순위는 이탤릭체로 표시)
- 48  (48)  페로제도 리그
- 49  (49)  룩셈부르크 리그
- 50  (50)  몰타 리그
- 51  (53)  몬테네그로 리그
- 51  (52)  안도라 리그
- 53  (51)  산마리노 리그